# Ditrichum longisetum
Ditrichum longisetum är en bladmossart som beskrevs av Georg Ernst Ludwig Hampe 1867. Ditrichum longisetum ingår i släktet grusmossor, och familjen Ditrichaceae. Inga underarter finns listade i Catalogue of Life.